# Аненекуилько
Аненекуилько (исп. Anenecuilco) — город в муниципалитете Аяла мексиканского штата Морелос. Численность населения, по данным переписи 2010 года, составила 10 773 человека.

## Общие сведения
Название Anenecuilco происходит из языка науатль и его можно перевести как: волнующаяся вода.
Город известен тем, что в нём жил Эмилиано Сапата. Здесь есть несколько музеев посвящённых этому революционеру.